# Gisberta Salce Júnior
 (mars 2022).
Pour les articles homonymes, voir Salce (homonymie) et Junior.
Gisberta Salce Júnior est une femme trans, immigrante brésilienne, qui travaillait dans le sexe, vivait avec le VIH / SIDA et était sans abri au Portugal, dans la ville de Porto.
Afin d'échapper à la vague de meurtres de personnes transgenres à São Paulo, Gisberta a quitté le Brésil à l'âge de 18 ans et arrive au Portugal à l'âge de 20 ans. En 2006, elle a été tuée dans un puits à 45 ans à Porto, à la suite d'une série de jours d'abus physiques et sexuels basés sur la transphobie par un groupe de 14 enfants âgés de 12 à 16 ans,.